# José Palmeiro
Pour les articles homonymes, voir Palmeiro.
José Palmeiro Martínez est un artiste peintre et lithographe espagnol de l'École de Paris né à Madrid (Espagne) le 19 août 1903, naturalisé Français par décret du 22 avril 1940, mort à Bergerac (France) le 15 mars 1984.

## Biographie
De racines galiciennes, la naissance de José Palmeiro reste imprécise : si l'énoncé ci-dessus est le plus largement admis, certaines sources le disent né en 1901, de même qu'il est parfois dit natif de Betanzos (Galice). A 18 ans, il travaille dans les ateliers du journal El Sol où ses dessins sont remarqués et, pour certains, publiés. On dit aussi qu'il est un temps marin. Après une période de vie de bohême à Barcelone, José Palmeiro arrive à Paris en 1925 où, s'installant dans le quartier du Montparnasse, il se lie d'amitié avec Celso Lagar par qui il entrera dans le groupe des peintres espagnols de l'École de Paris et se rapprochera notamment de Ginés Parra et d'Óscar Domínguez.

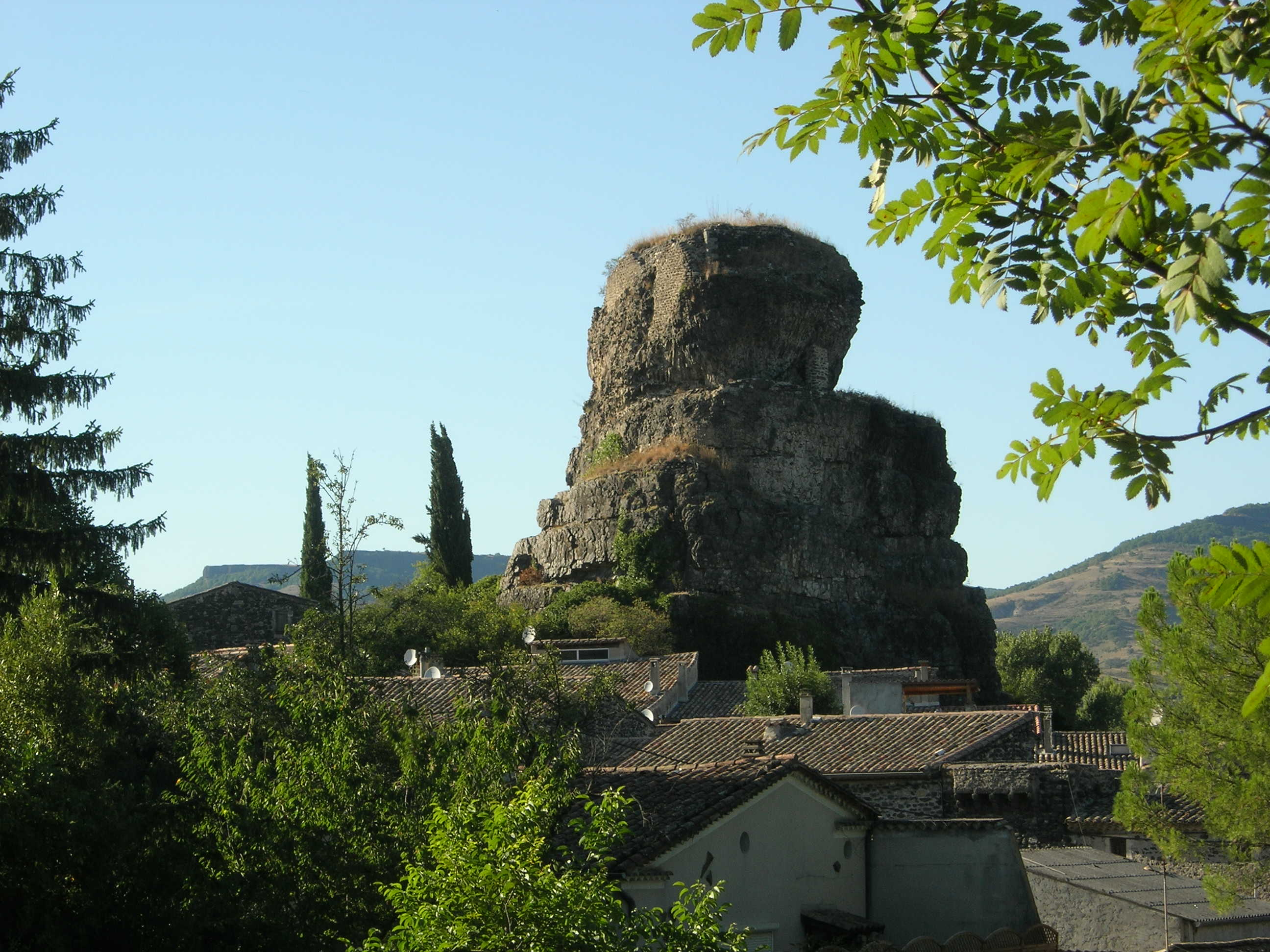
Alba-la-Romaine (Ardèche)

Après qu'il a été artiste permanent de la Galerie de l'Élysée, les années 1945-1946 - il est alors installé au 45, rue Boissonnade, dans le 14e arrondissement de Paris, où il a hébergé en 1941 Antoni Clavé arrivant à Paris - sont pour José Palmeiro celles des importantes expositions des artistes espagnols de l'École de Paris (notamment au Cercle artistique Mánes de Prague), 1947 celle où il entame un séjour de dix années en Amérique du Sud. Le dictionnaire Bénézit et Gérald Schurr s'accordent à voir en 1948 l'année de la rupture où il cesse d'être le peintre des « jeunes filles espagnoles en fleur » pour s'orienter, dans un héritage post-impressionniste et post-cubiste, vers le paysage et la nature morte. La revue Connaissance des arts observe en juin 1958 qu'après avoir évolué vers un style abstrait au cours des années passées au Brésil, c'est dès son retour en France qu'« il éprouve à nouveau le besoin de la figuration ». Raymond Nacenta situe pour sa part son œuvre dans le « réalisme poétique ».
Avec son ami Ginés Parra, José Palmeiro fait partie de artistes d'Alba-la-Romaine, village de l'Ardèche sorti de l'oubli par André Lhote.

## Contributions bibliophiliques
- Jean Giono, Routes et chemins - Édition des peintres témoins de leur temps à l'occasion de leur XIe exposition, cinquante six planches hors-texte de dessins en fac-similé par Yvette Alde, Pierre Ambrogiani, Yves Brayer, Bernard Buffet, Michel Ciry, François Desnoyer, Édouard Goerg, Henri Hayden, Camille Hilaire, Isis Kischka, Roger Lersy, José Palmeiro, Joseph Pressmane, Michel Rodde, Kostia Terechkovitch, Maurice Verdier, Henry de Waroquier, Gabriel Zendel…, Éditions du Palais Galliera, 1962.

## Expositions

### Expositions personnelles
- Galerie Georges Bernheim, Paris, 1932[7].
- Galerie de l'Élysée, Paris, novembre 1941[1], janvier 1943.
- Musée d'art moderne de São Paulo, 1954.
- Musée de La Plata, Buenos Aires, 1956[8].
- Galerie René Drouet, Paris, juin 1958[2],[5], 1959[9].
- Club Urbis, Madrid, février-mars 1972.
- Galerie Guigné, Paris, novembre 1976[10].
- Galeries San Vicente, Valence (Espagne), 1978.
- Galerie José Lorenzo, Saint-Jacques-de-Compostelle, avril 2008.
- Expositions non datées : Londres, New York, Chicago, Barcelone[11].

### Expositions collectives
- L'art espagnol contemporain - Peinture et sculpture, Musée du Jeu de Paume, Paris, février-mars 1936[12].
- Exposition de peinture et de sculpture - Pablo Picasso, Ismael González de la Serna, José Palmeiro (peintures), Mateo Hernández (sculptures)…, Galerie du Front populaire (enseigne attribuée pour l'exposition à la Galerie La Boétie), Paris, décembre 1936 - janvier 1937[1].
- Salon des Tuileries, Musée d'art moderne de la ville de Paris, juin-juillet 1944, deux toiles : Effet de neige et Portrait du sculpteur Condoy[4].
- Quelques peintres et sculpteurs espagnols de l'École de Paris - Christiane Bertin (fille de José Palmeiro), Antoni Clavé, Óscar Domínguez, Pedro Flores, Celso Lagar, José Palmeiro, Joaquín Peinado, Pablo Picasso, Hernando Viñes, catalogue contenant des poèmes de Paul Éluard enrichis de gravures originales des artistes, Galerie Roux-Henschel, Paris, juin 1945[1],[13].
- L'art de l'Espagne républicaine - Artistes espagnols de l'École de Paris : Francisco Bores, Óscar Domínguez, Julio et Roberta González, Ginés Parra, José Palmeiro, Joaquín Peinado, Pablo Picasso, Cercle artistique Mánes, Prague, janvier-février 1946[3],[13].
- Exposition d'arts plastiques - Organisée par le Comité de coordination artistique franco-espagnol, présidé par Pablo Picasso et au bénéfice de la résistance en Espagne : Francisco Bores, Antoni Clavé, Pere Créixams, Emili Grau i Sala, José Palmeiro, Ginés Parra, Joaquín Peinado, Pablo Picasso, catalogue écrit par Jean Cassou, Galerie Visconti, Paris, février 1946[13].
- Artistes ibériques de l'École de Paris - Antoni Clavé, Óscar Domínguez, Celso Lagar, José Palmeiro, Ginés Parra (peintres), Honorio Condoy, Baltasar Lobo (sculpteurs), Galerie Drouant-David, Paris, juin-juillet 1946[13].
- Salon d'automne, Paris, 1946[14].
- Art espagnol en exil - Francisco Bores, Antoni Clavé, Honorio Condoy, Óscar Domínguez, José Palmeiro, Ginés Parra, Joaquín Peinado, Eduardo Pisano, Chambre de commerce de Toulouse, février-mars 1947, puis Galerie La Boétie, Paris, avril 1947[1],[15].
- Bimillénaire de Paris - Comité Montparnasse - Exposition de peintres et sculpteurs de l'École de Paris, La Coupole, Paris, juin-juillet 1951[16].
- Exposition hispano-américaine - Apel•les Fenosa, Pedro Flores García, Baltasar Lobo, José Palmeiro, Ginés Parra, Joaquín Peinado, Pablo Picasso, Hernando Viñes, Galerie Henri Tronche, Paris, novembre-décembre 1951[1].
- Galerie Vidal, Paris, janvier 1959.

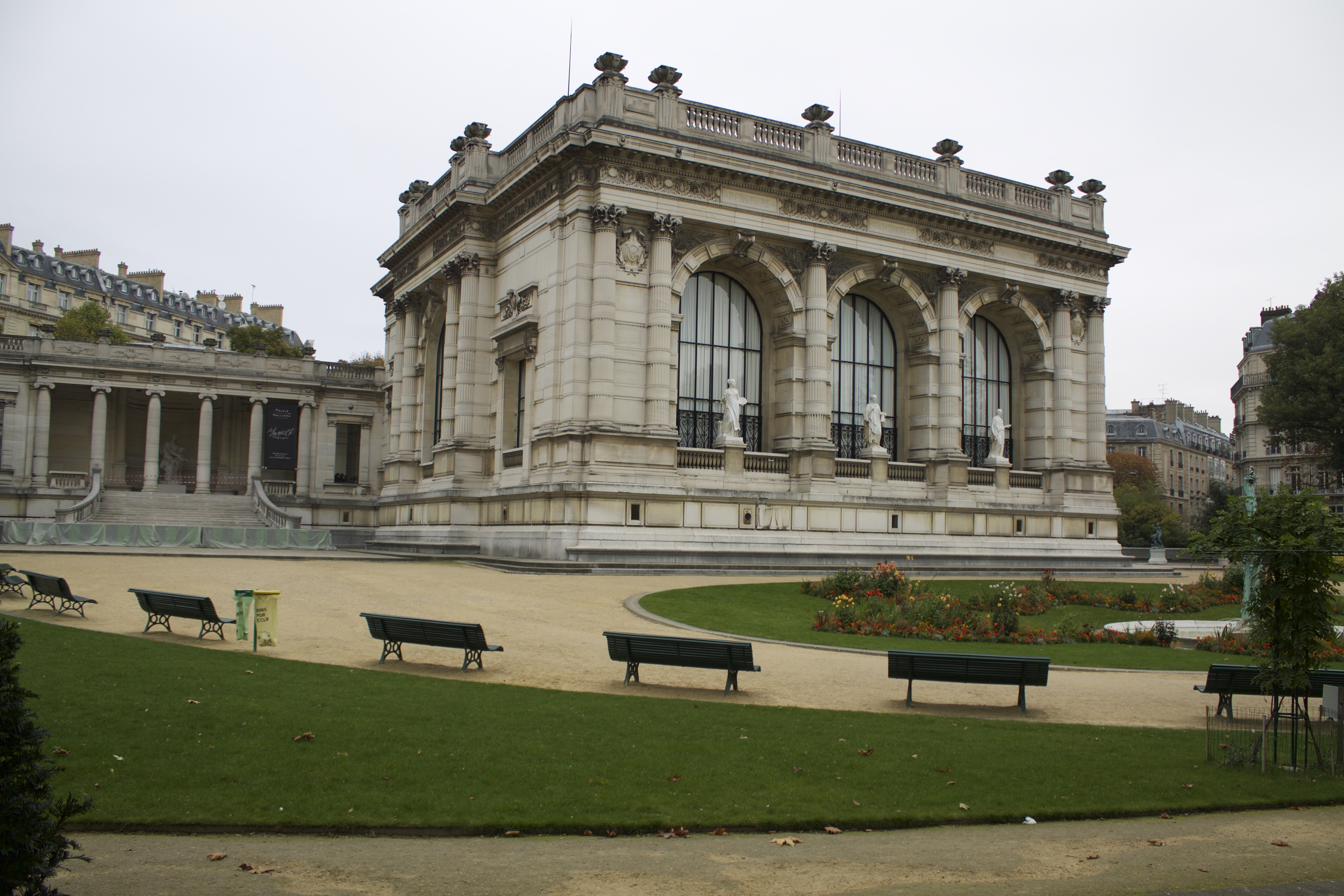
Palais Galliera, Paris

- Salon des peintres témoins de leur temps, Palais Galliera, Paris, 1962.
- Première biennale d'art contemporain espagnol - Eleuterio Blasco Ferrer (es), Ismael de la Serna, Pedro Flores, Emili Grau i Sala, Antonio Guansé, Alexis Hinsberger, José Palmeiro, Eduardo Pisano, Manolo Ruiz-Pipo, Javier Vilató…, Palais Galliera, Paris, mars 1968[17].
- Participations non datées : Salon des Surindépendants, Salon Comparaisons[11].
- Exposition itinérante de peintres espagnols dont l'œuvre s'est partiellement développée à Paris : Maria Blanchard, Francisco Bores, Antoni Clavé, Julio González, Juan Gris, Celso Lagar, Pablo Picasso, José Palmeiro, Orlando Pelayo, Pedro Pruna, Joaquín Torres García..., Jaén, Grenade, 2002.
- soixante-quinze œuvres pour soixante-quinze années - Exposition commémorative de la fondation du musée, Musée de Pontevedra, 2003.
- Œuvres (1950-2000) des réserves du Musée Quiñones de León, Casa das Artes, Vigo, mars-avril 2014.

## Collections publiques

### France
- Musée Saint-Germain, Auxerre, La Bédouile, huile sur toile 92x65cm, 1934 (dépôt du Centre national des arts plastiques)[18].
- Musée Bonnat-Helleu, Bayonne[19].
- Musée des beaux-arts de Bordeaux.
- Musée-château Grimaldi, Cagnes-sur-Mer, Fleurs et pommes, huile sur toile 92x65cm, vers 1945 (dépôt du Centre national des arts plastiques)[20].
- Musée Goya, Castres, Nature morte, huile sur toile 73x54cm, 1948 (dépôt du Centre national des arts plastiques)[21].
- Musée d'art moderne Richard Anacréon, Granville.
- Palais des beaux-arts de Lille, Fleurs, huile sur toile 73x92cm, vers 1938 (dépôt du Centre national des arts plastiques)[22].
- Mairie de Montrond-les-Bains, La baie, huile sur toile 54x73cm, vers 1958 (dépôt du Centre national des arts plastiques)[23].
- Musée national d'art moderne, Paris, deux toiles[24] :
  - Maternité, huile sur toile 146x97cm, avant 1936 ;
  - Bouquet de fleurs, huile sur toile 81x65cm, avant 1948.
- Palais du Luxembourg, Bateaux à quai (port breton, Camaret), huile sur toile 60x73cm, 1960 (dépôt du Centre national des arts plastiques)[25].
- Fonds national d'art contemporain, Puteaux :
  - Fleurs, huile sur toile 92x73cm, vers 1940[26] ;
  - Paysage de l'Eure près de Gisors, huile sur toile 65x81cm, vers 1941[1]>,[27].
  - Paysage, huile sur toile 60x81cm, vers 1947[28] ;
  - L'Espagnole, huile sur toile 92x65cm, 1950[29].
- Lycée Marcelin-Berthelot, Saint-Maur-des-Fossés, peinture 200x375cm (fresque murale du parloir), 1941[1],[30].
- Mairie de Vichy, Le port, huile sur toile 81x60cm, vers 1958 (dépôt du Centre national des arts plastiques)[31].

### Argentine
- Musée de La Plata (en).

### Brésil
- Musée d'art de São Paulo.

### Espagne
- Musée Estrada Saladich, Barcelone.
- Musée de Pontevedra.
- Musée Quiñones de León (es), Vigo[32],[33].

### États-Unis
- Fondation Carnegie (en), Pittsburgh.

### Royaume-Uni
- Kelvingrove Art Gallery and Museum, Glasgow.

### République tchèque
- Galerie nationale de Prague.

## Collections privées
- Banque d'épargne Caixanova (es), Vigo[34].
- José Manuel Cortizo[35].

## Réception critique
- « Il y a en ce peintre un poète qui goûte moins le plaisir de figurer exactement le contour des choses que de faire jouer les couleurs à travers le voile léger des brumes. Il donne l'impression de raconter un rêve quand il peint un paysage à peine dégagé des vapeurs matinales, la fraîcheur verte des arbres, la rougeur des toits de tuiles avivée par la rosée, ou quand il évoque un port dans les brouillards crépusculaires, à demi noyé dans une atmosphère bleuâtre. » - Fabien Sollar[7]
- « Il faut la technique affirmée de José Palmeiro pour rendre attachant et doux tout ce qui tout d'abord saisit par sa violence. Les couleurs sont dures, souvent ingrates, les bleus crus dominant l'ensemble. Pourtant, ces couleurs ne se heurtent jamais et à leur dureté s'opposent la finesse et la légèreté du dessin. À l'ardeur d'un peintre espagnol de naissance, au romantisme d'un ancien marin, José Palmeiro ajoute sa sensibilité. Toutes ces qualités mises au service de son art donnent à celui-ci une grande personnalité. » - Journal de l'amateur d'art[2]
- « La nouvelle exposition de José Palmeiro est un véritable régal pour les yeux et les sens. Ses toiles, dont la plupart ont pour sujet la mer, les bateaux et les ports, sont comme un ruissellement de lumière qu'avec un art des plus solide et raffiné, il rend principalement par des gammes de bleus, éclairées de rares couleurs : jaunes surtout, mauves et rouges. Une œuvre forte, sans concession à la facilité, d'une profonde poésie humaine et charnelle. » - Henry Galy-Carles[9]
- « Des accords sonores et audacieux, une sensualité tendre, un maniérisme baroque dans les arabesques. Des paysages bien charpentés baignés d'une lumière bleue, des nus rêveurs et solidement architecturés, des natures mortes brossées avec une sève généreuse : une peinture heureuse, spontanée et réfléchie qui montre l'aisance et le métier réfléchi de cet espagnol de l'École de Paris. » - Gérald Schurr[10]
- « Un espagnol de Montparnasse qui eut le courage, au lendemain de la dernière guerre, de rompre avec une facilité de virtuose à succès s'exerçant jusque-là dans une gracieuse imagerie, toujours haute en couleur, de jeunes filles en fleur. Il renouvelle totalement sa vision dans une palette claire aux tons juxtaposés avec adresse, un lyrisme qui se déploie à partir de lignes de structure bien indiquées. » - Gérald Schurr[36]
- « Dans ses œuvres, José Palmeiro réussit à libérer toute la sensualité nostalgique des effets de contrastes entre les tons chauds et froids. Coloriste doué et appliqué, ouvert à la poétique des formes, en particulier les effets d'un post-cubisme librement interprété, José Palmeiro, ainsi que l'écrit Raymond Cogniat, réalise un équilibre entre "l'intelligence et la sensibilité. » - Dictionnaire Bénézit[11]